# Алесандријело (Бари)
Алесандријело (итал. Alessandriello) је насеље у Италији у округу Бари, региону Апулија.
Према процени из 2011. у насељу је живело 39 становника. Насеље се налази на надморској висини од 472 м.